# Shaolin
El monasterio de Shaolin (en chino, 少林寺; pinyin, Shàolínsì; cantonés: Siulam; significa 'El monasterio del bosque joven o nuevo')  es un templo budista, situado en la provincia China de Henan y famoso por su relación con el budismo chán (zen) y la conexión con las artes marciales de China. Es, probablemente, uno de los monasterios budistas más famosos en Oriente; conocido más por el arte marcial o Shaolin Chuan (en chino tradicional, 少林拳; pinyin, Shàolínquán; significa 'Puño de Shaolin', también llamado Shaolin Wushu o Shaolin Kung Fu) que por el propio budismo.
En el templo de Henan, se desarrolló una forma particular de práctica religiosa integrada al entrenamiento del complejo arte marcial, que se extendió más allá del templo. Con el correr de los siglos, otros templos fueron integrados a la orden de Shaolin, que es símbolo de un paradójico sincretismo entre un sistema de lucha (que incluye golpes de puños, patadas, imitación de animales y uso de armas) con el concepto de no violencia. El budismo tiene como centro de sus enseñanzas el principio de Áhimsa (la no violencia), y el vegetarianismo es parte de este concepto, al cual los monjes se han adherido por cientos de años.
El monasterio, junto a su Bosque de pagodas, fue inscrito como Patrimonio de la Humanidad el 31 de julio de 2010 como parte de la denominación Monumentos históricos de Dengfeng en la "Ciudad del cielo y de la tierra".

## Mitos
Existen numerosos estilos de Wushu, pero el más importante en términos de organización, métodos de entrenamiento y moralidad fueron desarrollados en el monasterio budista de Shaolin. Estas características hicieron que aprender en el Templo Shaolin se convirtiera en un símbolo de respeto y dignidad.'

Se dice que Bodhidharma desarrolló más de 100 movimientos de artes marciales Shaolin, como antídoto para la letargía que les producía a los monjes la meditación. A lo largo de los siglos se desarrollaron dos escuelas de artes marciales, más refinadas. La primera, la escuela del norte, da más importancia al uso de los pies, en tanto que la otra, la del sur, se concentra en el movimiento de las manos.

El término Kung Fu significa práctica y habilidad o entrenamiento y habilidad, lo que se adquiere con el tiempo, y tuvo sus principales exponentes en el templo Shaolin, de la provincia de Henan, en la zona norte de China central. En el 519 d. C., llegó proveniente del estado de Liang, el Maestro Ta Mo y enseñó a los sacerdotes el arte de la defensa personal. El entrenamiento en el templo era duro y adoptaron reglas para asegurarse que los practicantes no hicieran mal uso del mismo. Crearon entonces doce reglas para los practicantes. La desobediencia era castigada con el despido del templo, la vida era dura para fortalecer el cuerpo y el espíritu, los graduados debían ayudar a la gente, no podían trasgredir la ley, entre otras.
Las artes marciales chinas tienen un pasado rico pero en muchos casos mal entendidos ya sea por desconocimiento de sus verdaderas raíces o como consecuencia de tergiversaciones de la verdadera evolución histórica de estas técnicas para así poder atraer la atención del neófito. Los párrafos anteriores ilustran el tipo de historias que se encuentra en la gran mayoría de publicaciones acerca de las artes marciales de origen chino, las cuales no incluyen fuentes académicas serias que las sustenten.
El templo de Shaolin y sus monjes guerreros legendarios han dado a luz e inspiración a los estilos más renombrados del mundo. El Shaolin Kung Fu se considera uno de los tesoros culturales de China y su presencia se puede sentir por todo el mundo. Como una forma de autodefensa que ha tenido durante 1500 años de uso realista y práctico. Shaolin Kung Fu y su fusión con el Budismo Chan (zen) crea una forma de arte holística que promueve el equilibrio interior.

## Práctica marcial

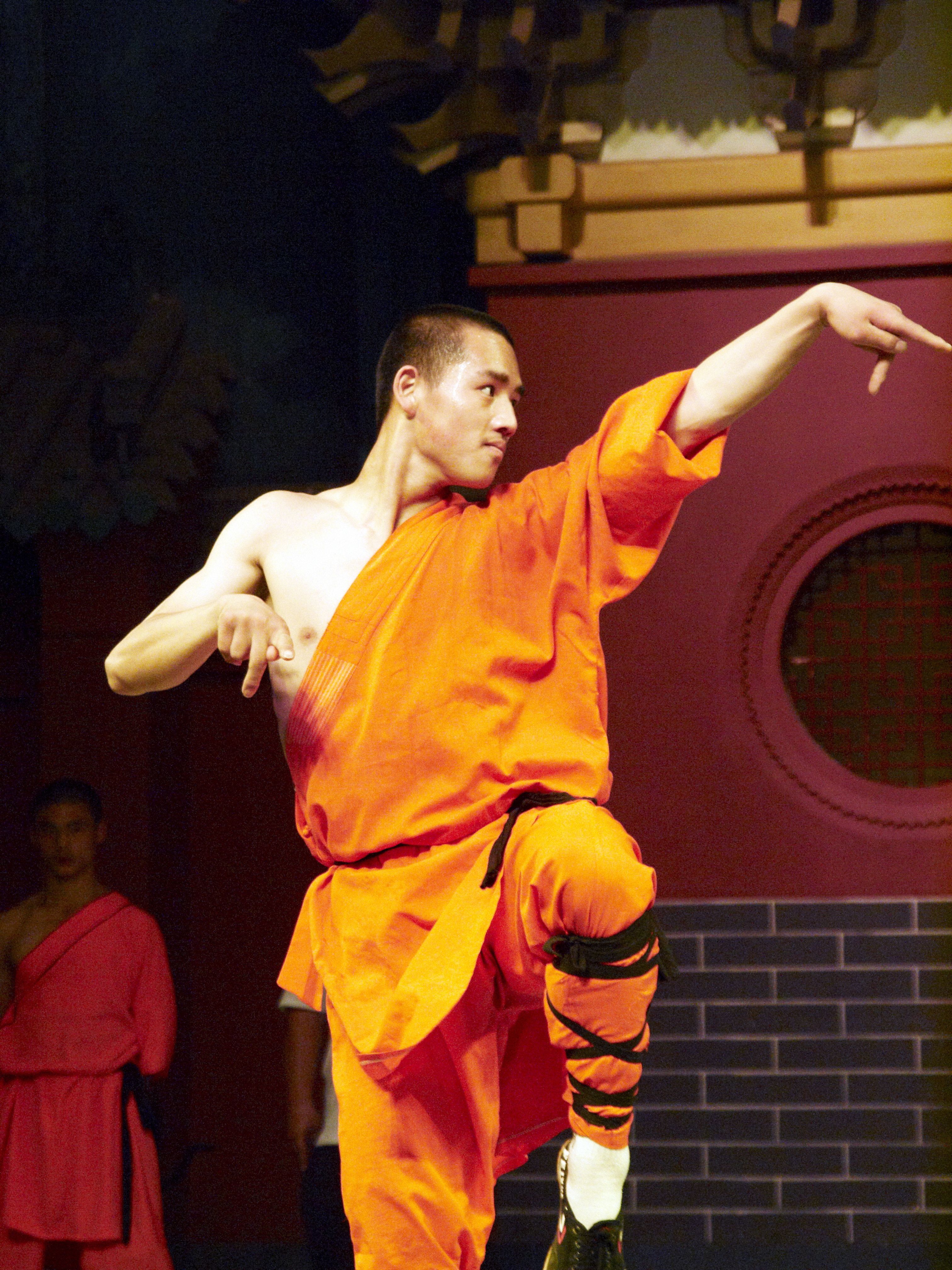

Existen numerosas referencias que demuestran la existencia de práctica marcial en China, antes de la fundación del monasterio Shaolin (495 d. C.) entre las cuales se encuentran: la Historia de Wei, “Wei Shou”. La cual menciona que durante incursiones realizadas por el Emperador Wei del Norte en 446 d. C., en monasterios alrededor de Changan (Xian), se descubrieron y confiscaron lotes de armas, lo que indica que la práctica marcial era algo común de la época”. “El Templo Shaolin fue construido en 495 d. C. por el emperador Xiao Wen para el monje Chan, Ba Tuo de Tian Zhu, estos monjes se dice practicaban Jiao Li como entretenimiento”, lo cual contradice la creencia popular de que los monjes de la época no conocían las artes de lucha o que no practicaban ninguna actividad física hasta que Bodhidharma les enseñara; Jiao Li ha sido identificado como un antecesor de lo que hoy en día se conoce como Shuai Jiao. Sin embargo en esta época la lucha ya se utilizaba como parte del entrenamiento militar. La Bibliografía de la Historia de la Dinastía Han (206 a. C.–220 d. C.) contienen menciones acerca de Shoubo y las diferencian de las técnicas de lucha, Juedi la cual se consideraba como una de las habilidades militares de la época.”
La conexión entre Bodhidharma y las artes marciales chinas provienen de la novela Viajes de Lao Tsan publicada en 1907. Las circunstancias que ayudaron a crear la fama del Templo Shaolin son entre otras: Su ubicación en el monte Song, considerado como unos de los cinco montes sagrados de China; la proximidad del Templo a la ciudad de Luoyang la cual sirvió como capital de varias dinastías;  la ayuda que algunos miembros del Templo le brindaron al iniciador de la Dinastía Tang, Li Shimin (Emperador Taizong), y la participación en milicias durante la campaña en la dinastía Ming en contra de los piratas chinos y japoneses de la época. La mención que aparece en la Estela de Shaolin, solo menciona la participación de 13 monjes en la campaña militar que dio inicio a la Dinastía Tang.
En el año 1513 un académico de nombre Du Mu (1459 – 1525) viajó a Shaolin' en Henan, para examinar inscripciones antiguas en una gran número de estelas otorgadas al templo por personajes tan importantes como la emperatriz Wu (684 – 705). Du Mu estaba interesado en estas estelas no solo como obras maestras de caligrafía antigua sino también como fuentes de la historia del templo. Du Mu descubrió que algunos monjes fueron reconocidos como guerreros, quienes ayudaron a Li Shimin (600 – 649) en la campaña que fundaría la dinastía Tang (618 – 907), estos hallazgos rectificarían omisiones en la Historia de la dinastía Tang. Estos hechos tampoco fueron incluidos en los cánones Budistas dedicados a la historia del templo, la razón según el profesor Meir Shahar fue la participación de monjes en actividades de guerra las cuales contradicen la doctrina y cánones budistas los cuales entre otros prohíben quitarle la vida a otro ser humano.

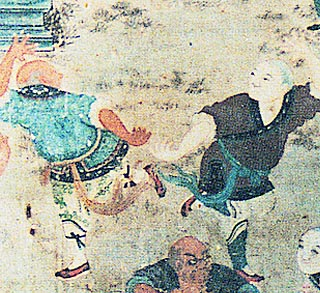
Murales del Templo Shaolin, Dinastía Qing, 1644 a 1911.

Una de las razones de la participación de los monjes en la campaña militar en la Dinastía Tang, fue el resentimiento de los mismos contra Wang Shichong quien se había apropiado de algunas de sus tierras, pero al mismo tiempo existió una razón política, los monjes apoyaron al que consideraron con más posibilidades para ganar la guerra, en este caso Li Shimin, esta información fue estudiada y analizada por el Profesor Meir Shahar quien estudio extensamente la estela Shaolin Si Bei, entre otras fuentes. Esta decisión garantizó la prosperidad del templo en los siglos posteriores. Luego de la victoria de Li Shimin, el Templo viviría una época de seguridad y esplendor debido a sus actividades en la campaña contra Wang aun a pesar de la persecución que Li Shimin realizaría en contra de otros templos budistas los cuales degeneraron en ejecuciones sumarias, cierre de templos budistas, el patrocinio para la ordenación de monjes Taoístas y el decreto de usar solo monjes Taoístas en todas las ceremonias oficiales; la única excepción a esta campaña fue el Templo Shaolin.
El Yi Jin Jing (Clásico del Cambio de Músculo), es un texto atribuido a Bodhidharma el cual se ha incluido en la leyenda que le asigna la transmisión de artes marciales en el Templo Shaolin, este libro fue escrito en la Dinastía Ming en 1624 d. C. por un monje taoísta de nombre Zining del monte Tiantai, atribuido de manera falsa a Bodhidharma, las razones por las cuales muchos historiadores descartan esta leyenda la ha resumido el historiador Lin Boyuan en su Zhongguo Wushu Shi, como sigue: Prefacios falsificados atribuidos al general de la Dinastía Tang,  Li Jing y el general de la Dinastía Song del sur Niu Gao también fueron incluidos. En estos se lee que, luego de que Bodhidharma terminó de mirar el muro después de nueve años en el Templo Shaolin, dejó un cofre de hierro; cuando los monjes lo abrieron, encontraron dos libros Xi Sui Jing (Clásico del Lavado de la Médula) y Yi Jin Jing. El primer libro lo tomó su discípulo Huike, el cual luego dejó el templo sin dejar rastro; en cuanto al segundo los monjes lo ocultaron de manera egoísta, para practicar sus enseñanzas los cuales cayeron en malas manos, perdiendo su sentido original, los monjes alcanzarían su fama gracias a la práctica de estas técnicas. Todo lo anterior se usó para concluir que el Templo Shaolin es la fuente de las artes de lucha china. Este manuscrito fue denunciado por tener muchos errores, fantasías etc. Diferentes historiadores han denunciado la falta de veracidad de este manuscrito algunos de los cuales son: Tang Hao, Xu Zhen y Matsuda Riuichi. La copia disponible más antigua fue publicada en 1827 y la composición del texto ha sido fechada en 1624. Aun así, la supuesta asociación de Bodhidharma y las artes marciales apareció en la novela Viajes de Lao Tsan (1904-1907).
Durante la Dinastía Ming, China sufrió ataques constantes por parte de piratas japoneses y chinos los cuales sembraron el terror en las costas del Este del país. Durante este periodo, las fuerzas chinas se vieron derrotadas en múltiples ocasiones, hasta la aparición de una de las figuras militares más importantes de este país, el general Qi Jiguang. La falta de cualquier mención específica de técnicas de pelea sin armas provenientes del Templo Shaolin es explicada por el investigador Stanley Henning quien concluye que esto se pudo deber a que las artes de lucha practicadas en el Templo eran las mismas que se practicaban fuera del mismo o que sus técnicas no eran dignas de ser mencionadas. Lo opuesto ocurre con las técnicas de bastón las cuales fueron mencionadas por Qi en su libro Jixiao Xinshu (Libro de Disciplina Efectiva), 继效新书 . El profesor Shahar, concluye que el Templo desarrolló algunas técnicas de pelea a mano vacía durante /después de la Dinastía Ming, contradiciendo la noción popular de técnicas de boxeo provenientes de ‘’Shaolin’’ solo después de la llegada de Bodhidharma. Debemos aclarar que no se niega el hecho de que algunos monjes practicaron técnicas de combate, sin embargo no en la extensión que se ha querido presentar.
Cheng Zonyou (1561 - ?), quien escribió varios manuales ilustrados que trataban acerca del uso de armas como la lanza, el bastón largo, la espada japonesa y la ballesta; entrenó en el Templo Shaolin por 10 años, sin embargo solo considera un par de nombres como dignos de ser mencionados. Hong Zhan y su alumno Guan An. Las técnicas de lanza de Hong Zhan fueron preservadas en el libro, “Registro de Armas”, escrito por Wu Shu (el nombre, no arte marcial), 1611 – 1695. En este libro se revela la influencia en las técnicas de bastón del Templo luego de la visita del general Yu Dayou. En la misma época, “Cheng Zhoudou (1522 – 1587 d. C.) en su libro, “Explicación de las Técnicas de Bastón de la escuela de Shaolin”, Shaolin Gunfa Chanzong o Shaolin Gun Tujie, escribe que los monjes estaban trabajando en sus técnicas de boxeo, las cuales no habían ganado ninguna reputación a nivel nacional, estas técnicas aún estaban en su infancia pero que esperaban alcanzar una alta fama como la que gozaban las técnicas de bastón”.
El general Ming, Yu Dayou, quien fue compañero de armas del general Qi Jiguang, escribió en, Shi Song Shaolin Siseng Zongji, “Un Poema para el Monje Shaolin Zongji”, que los monjes habían practicado el uso del bastón pero que con el tiempo habían perdido su habilidad. Yu, le enseñó sus técnicas de bastón largo a un monje llamado Zongji el cual era un seguidor durante la campaña de Yu contra los piratas japoneses, y quien luego le enseñaría a sus colegas”.

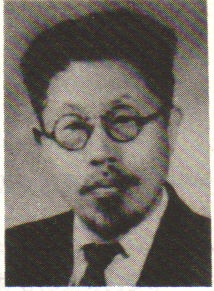
Tang Hao pionero de la investigación de las Artes marciales de China.

La participación de los monjes en estas dos campañas haría al Templo famoso, y es aquí donde el apodo “Monjes Guerreros” tendría su origen. En este periodo el Templo era dueño de grandes extensiones de tierra las cuales requerían un gran número de trabajadores; así como también se ofrecía “santuario” a aquellos que deseaban escapar de persecuciones; criminales, personas con afiliación a dinastías depuestas etc., los cuales en muchos casos traerían su conocimiento marcial dentro del templo, continuando su práctica y difusión. La participación de monjes budistas en actividades de guerra, hace pensar que estos no eran monjes en el sentido estricto de la palabra. Las enseñanzas budistas consideran el matar a otro ser humano como la ofensa más seria y con el peor Karma, según los Ocho Caminos de Nobleza. Uno de los preceptos de los Ocho Caminos de Nobleza es "Sila", o la conducta ética el cual define aquellas conductas que se deben evitar como por ejemplo: No mentir, no matar, no robar etc. La novela los Bandidos del Pantano o el Margen del Agua (Shuǐhǔ Zhuàn) mencionan a un personaje llamado Lu Zhishen, también conocido como Lu el Sagaz o el Monje Loco quien fue un oficial en el ejército pero debido a que asesinó a un hombre se vio obligado a ocultarse en el monasterio del monte Wutai, sin embargo este “monje” que bebe vino, come carne, le gusta pelear y no tiene ningún reparo en matar, es enviado a otro monasterio debido a su mal comportamiento. Este tipo de “monjes” aparecen en otras obras literarias bajo el apodo del Loco Ji (Ji Dian), en el siglo XVII se menciona que muchos “monjes” quienes viven en los alrededores del monasterio Shaolin, violan las reglas y doctrinas budistas. Esto podría explicar la razón por la que algunos “monjes” no tenían ningún reparo en tomar una vida o comportarse de una manera opuesta a la de un monje budista.
La gran mayoría de las historias referentes a la influencia que tuvo el Templo Shaolin en la evolución de las artes marciales chinas, origen de muchos de los estilos que se conocen hoy en día, provienen de tradición oral, y hasta que no sea comprobada científicamente no puede ser tomada como prueba de los orígenes de un estilo. Uno de los ejemplos más obvios fue la declaración y la posterior construcción del llamado Templo Shaolin del Sur, el cual ha conseguido atraer turistas a esta región. Los documentos que mencionan la participación de monjes en campañas militares solo provienen de las dinastías Tang y Ming, y en los 700 años que las separan no se han encontrado fuentes similares que describan su participación en la guerra. Adicionalmente, las versiones conocidas no describen ningún estilo particular de pelea a mano vacía (solo las técnicas de bastón en la Dinastía Ming), así como también la única mención de pequeños grupos de monjes (de 20 a 120) que participaron en estas campañas y cuya participación no tendría un efecto demasiado importante en campañas militares de gran escala. Las fuentes existentes tampoco describen ningún entrenamiento militar formal en el Templo.